# Mautern an der Donau
Mautern an der Donau là một thị xã thuộc huyện Krems-Land trong bang Niederösterreich.